# Plaça de Mossèn Cinto Verdaguer (Capellades)
La Plaça Mossèn Cinto Verdaguer és una obra de Capellades (Anoia) protegida com a Bé Cultural d'Interès Local.

## Descripció
La Plaça Verdaguer és la principal de la localitat i el centre del nucli històric, presidida per l'església parroquial de Santa Maria. Està limitada amb edificis d'habitatges i comercials, de diferents èpoques; alguns de construcció molt recent.
Es tracta del primer espai públic que es va formar a la població, entorn del qual es va anar desenvolupant la vila, i ha esdevingut al llarg dels segles el centre econòmic, religiós, social, cultural i lúdic de Capellades.

## Història
Des de l'Edat Mitjana la “Plaça de Missa” es va convertir en el primer eix urbanístic de Capellades. Existeixen diferents explicacions sobre el seu origen, vinculat a la sagrera creada al voltant de Santa Maria. Aquest nucli va anar adquirint certa fisonomia durant els segles xii i xiii. A la plaça, a més de l'Església, es van establir les principals famílies del municipi. La plaça ha anat canviant al llarg dels segles. Les reformes més importants i que donen fesomia a la plaça foren els enderrocs i noves construccions de finals del segle xix i finals del segle xx.